# Mark Miller (pilota automobilistico)
Mark Miller (Phoenix, 24 ottobre 1966) è un pilota automobilistico e pilota di rally statunitense, dopo aver corso nella serie statunitense NASCAR, si è specializzato nei rally raid, ottenendo come migliori risultati un 2º ed un 3º posto al Rally Dakar (2009 e 2010).

## Biografia
Pilota ufficiale del team Volkswagen-Red Bull per i rally raid, dopo due apparizioni alla Dakar 2002 ed alla Dakar 2004 da privato su Toyota e su Chevrolet, dal 2006 ha partecipato ogni anno al Rally Dakar per la casa tedesca.

## Palmarès

### Rally Dakar
| Anno | Navigatore         | Mezzo              | Pos. |
| ---- | ------------------ | ------------------ | ---- |
| 2002 | Dirk von Zitzewitz | Toyota             | 19º  |
| 2004 | Dirk von Zitzewitz | Chevrolet Protruck | Rit. |
| 2006 | Dirk von Zitzewitz | Volkswagen Touareg | 5º   |
| 2007 | Ralph Pitchford    | Volkswagen Touareg | 4º   |
| 2009 | Ralph Pitchford    | Volkswagen Touareg | 2º   |
| 2010 | Ralph Pitchford    | Volkswagen Touareg | 3º   |
| 2011 | Ralph Pitchford    | Volkswagen Touareg | 6º   |

### Altri risultati
2007
- 5º al Rally del Marocco su Volkswagen Touareg